# 台湾鉄路管理局EMU1200型電車
EMU1200型電車（EMU1200がたでんしゃ）は、台湾鉄路管理局（台鉄）で運行されている交流電車。

## 概要
2003年1月に運用が開始された。もとはEMU200型（南アフリカUCW製）で電動車1両、付随車・制御車2両の3両固定編成だった。2002年から編成中間となる制御車の乗務員室と運転機器の撤去を始めとした9両固定編成への組成変更、前面の非貫通化、客用扉の自動化などの改造を行い、2004年8月26日に完了し、現在の形式に改められた。改造は台湾車輌（中国鋼鉄・唐栄鉄工廠（以上台湾）、日本車輌・住友商事（以上日本）による合弁企業）でおこなわれた。塗装も、白地に赤とオレンジ色の縞模様と従来のものから大きく変更された。この塗装に因み、台湾の鉄道ファンには「紅斑馬（赤いシマウマ）」と呼ばれている。
全車高雄機務段潮州車両基地に集中配置されていた。
西部幹線の基隆駅 - 屏東駅（屏東線延伸電化後は潮州駅まで、屏東線電化延伸後は北行きのみ枋寮駅始発）で運行されていたが、2016年10月20日のダイヤ改正で北部から撤退し、彰化駅以南の運用になった。
2022年3月29日のダイヤ改正によって定期列車運用からの撤退が決定し、28日が定期列車としてのラストランとなった。
定期列車として引退してからは団体臨時列車として運行されている。
2017年3月には、桃園機場捷運開業に伴う空港利用客の取り込みを狙い、台北駅の連絡通路に当形式を模した新たな台鉄弁当の販売店が登場した。

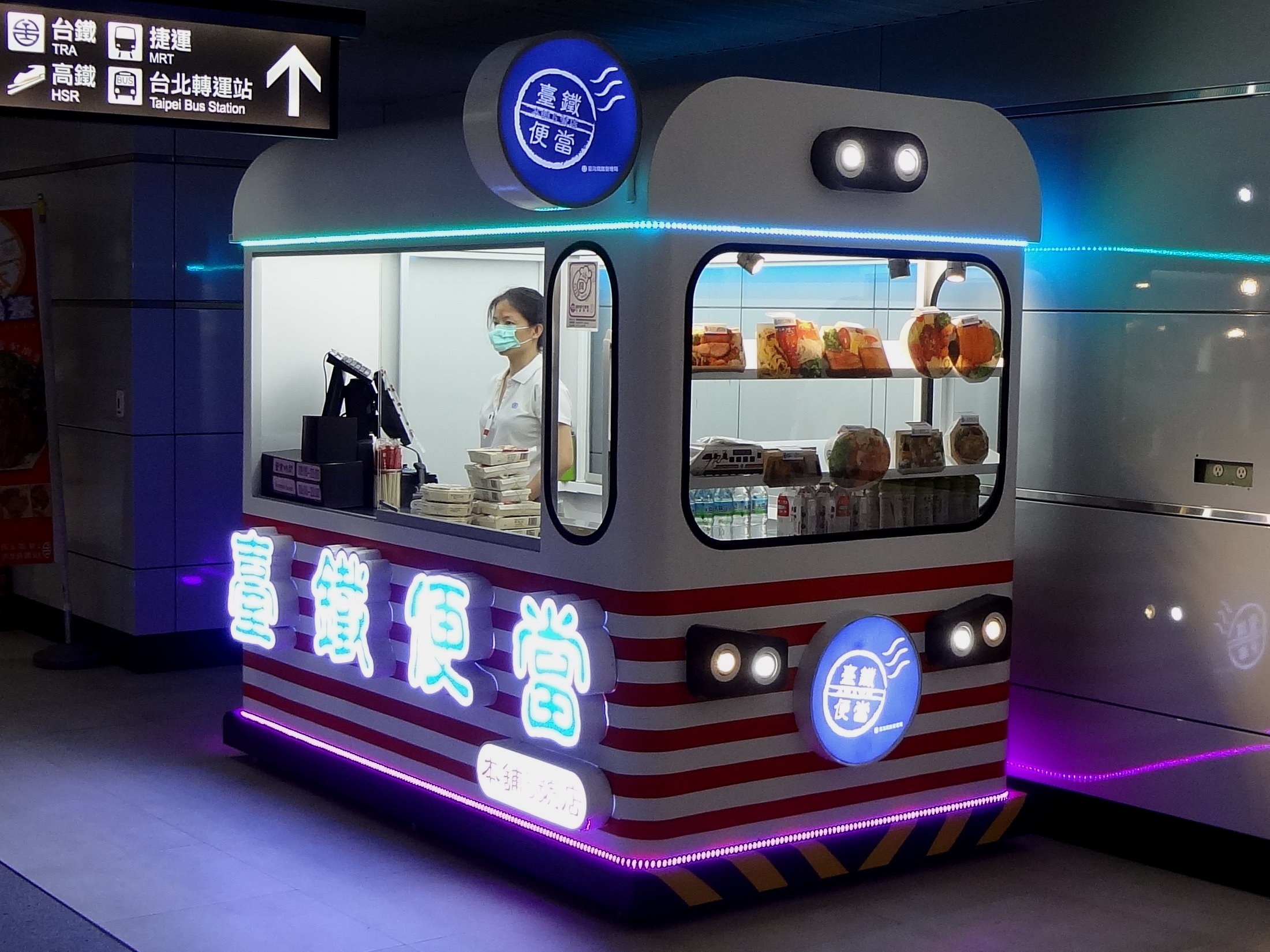
EMU1200型の弁当販売店（2017年4月、台北駅）
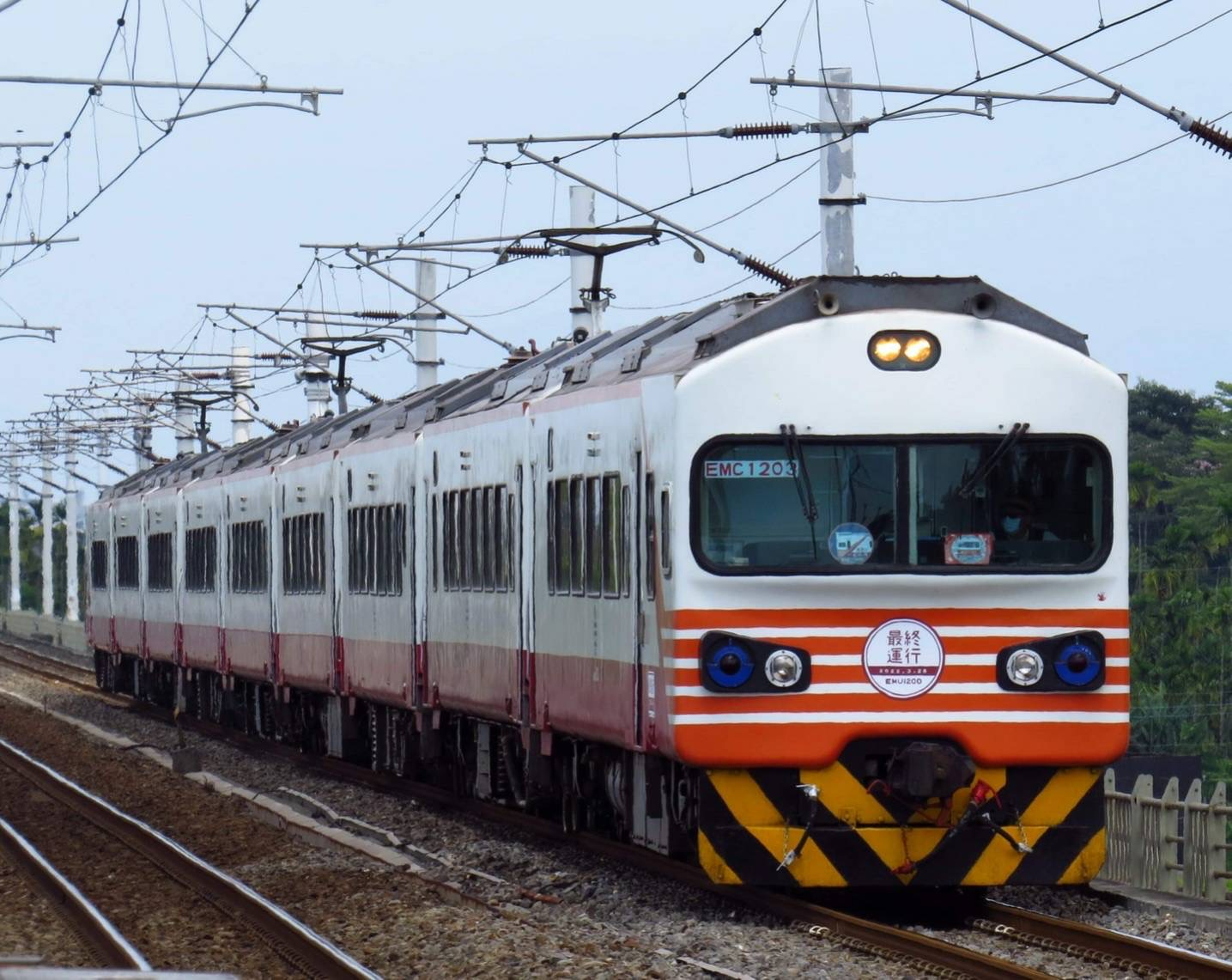
ヘッドマークを掲げる引退列車
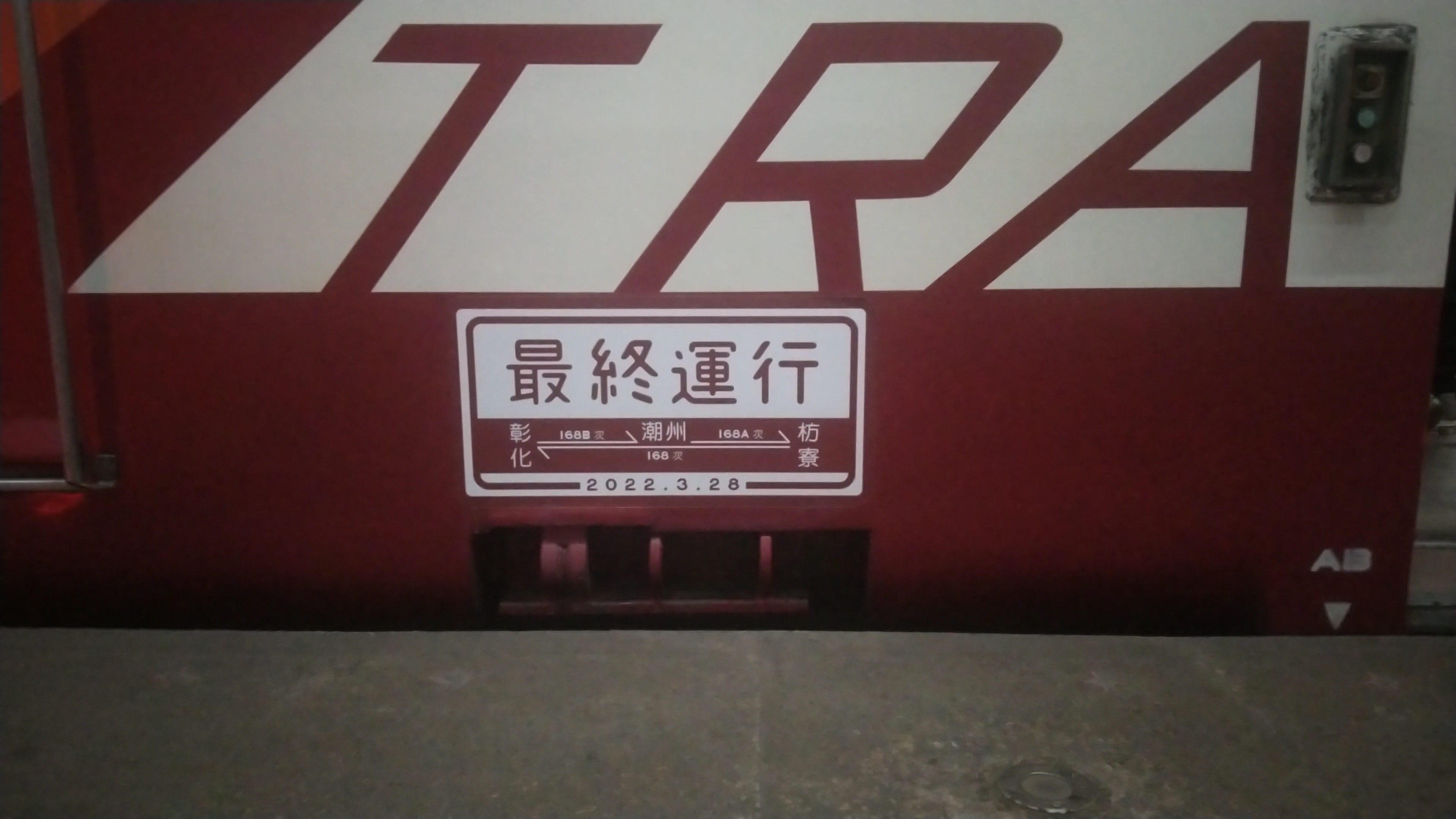
引退時のステッカー